# Perry Rhodan

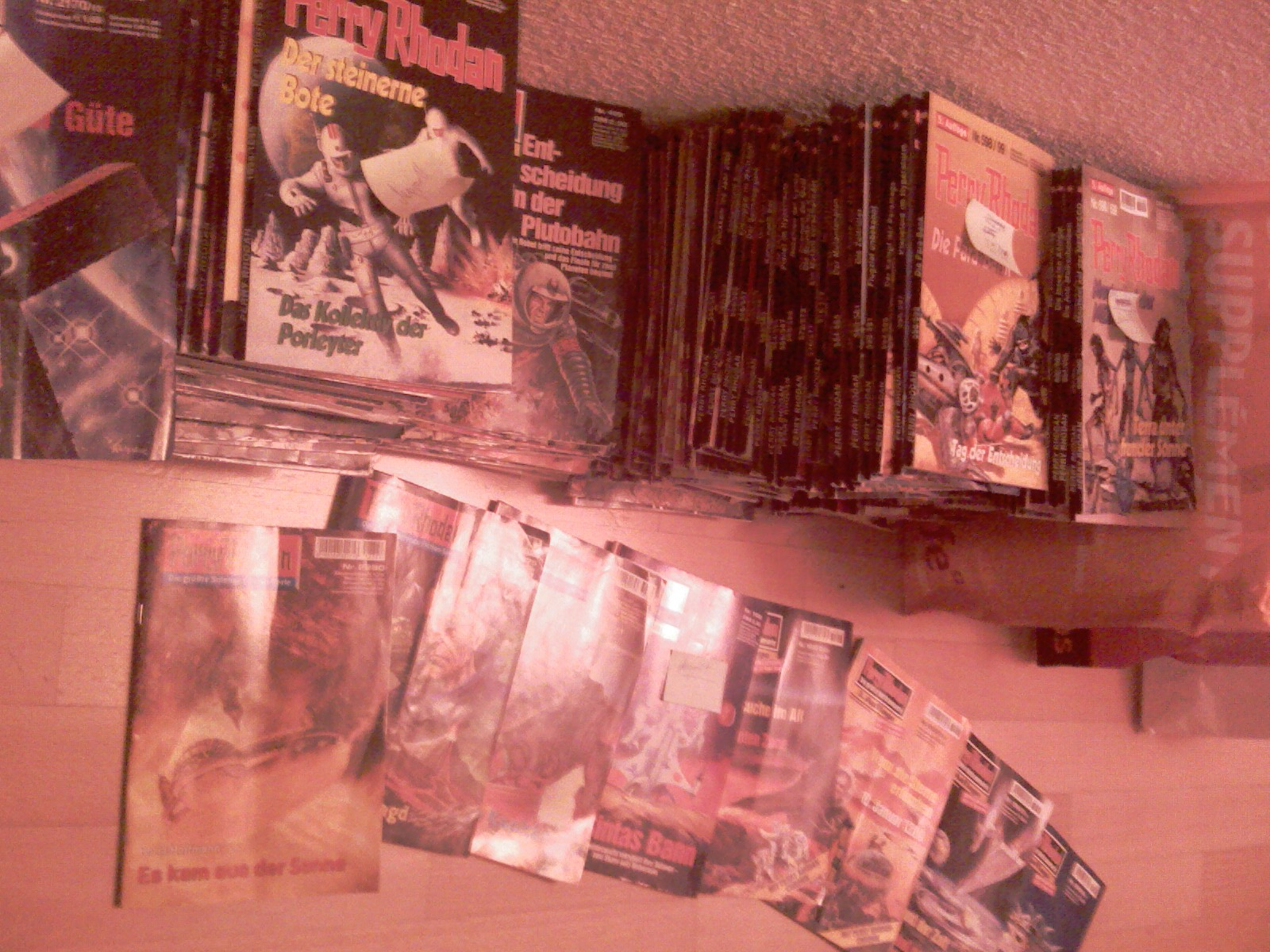
Col·lecció de «Perry Rhodan».

Perry Rhodan és una sèrie de ciència-ficció alemanya, publicada des de 1961.
Perry Rhodan recull gairebé tots els temes que han aparegut en la ciència-ficció. La gent de fora ha criticat la sèrie, però el seu èxit comercial durant diversos decennis s'ha convertit en un fenomen literari en si mateix. Si res més, en la seva sèrie d'històries, Perry Rhodan ofereix un mirall de la Guerra Freda de la dècada del 1960, la Nova Era dels anys 1970 i del moviment per la pau dels anys 1980. La sèrie té una important influència en els escriptors alemanys d'aquest camp. La seva escriptura encara continua.

## Història
Escrit per un equip d'autors en constant canvi, Perry Rhodan es publica en termes setmanals al tradicional format «Heftchen» alemany. La sèrie va ser creada el 1961 per K. H. Scheer i Clark Darlton. Inicialment, hauria de tenir trenta volums, però es va convertir en un èxit de llarga durada i va passar de les 2.700 edicions el maig de 2013.

## Trama
Perry Rhodan és un de quatre astronautes ficticis dels EUA. El 1971, volen a la Lluna, on troben amb una nau extraterrestre. Dels seus propietaris reben la tecnologia que utilitzen per acabar la Guerra Freda i unir la gent de la Terra. Llavors, la Terra es converteix en una potència a la política intergalàctica.